# Хохлов, Сергей (поэт)
Серге́й Хохло́в (настоящее имя — Семён Никано́рович Хохло́в; 5 июня 1927, Мелихово, Смоленская губерния — 30 сентября 2013) — русский поэт, лауреат премии Союза писателей СССР, лауреат премии К. В. Россинского, заслуженный работник культуры России, Почётный гражданин города Краснодара.

## Биография
Родился в деревне Мелихово (ныне — в Гагаринском районе Смоленской области) в крестьянской семье. В 1937 году Хохловы переехали на Кубань, в станицу Васюринскую. В Васюринской Семён окончил начальную школу. В марте 1940 года семья переехала в Серовский район на Урал, на строительство металлургического комбината. В начале войны от простуды умер отец. Некоторое время после смерти отца Хохловы жили в Омской области. Работал в спецэкспедиции по обмеру железнодорожного полотна на Омской железной дороге. Во время войны с 1943 года по 1944 год работал учеником штурвального на буксирном пароходе «Крестьянка» на реке Иртыш. С 1944 года по 1947 год работал механизатором. Окончил школу механизации и школу фабрично-заводского обучения.
С февраля 1947 года Семён жил в Краснодаре. С 1947 года по 1969 год он работал плотником—бетонщиком. Участвовал в восстановлении разрушенного немцами Краснодара, а затем работал на строительстве Краснодарской ТЭЦ. С 1998 года работал помощником начальника Краснодарского отделения Северо-Кавказской железной дороги. Избирался депутатом райсовета.
В 1963 году Хохлов участвовал в работе шестого Всесоюзного совещания молодых писателей, на котором рассматривалось его творчество. Член Союза писателей СССР с 1963 года, член Союза писателей РФ с 1991 года. Окончил Высшие литературные курсы. На девятом Всероссийском съезде писателей избран членом правления Союза писателей Российской Федерации.
С 1989 года по 1995 год являлся ответственным секретарем Краснодарской организации Союза писателей России.

## Творчество
Начал печатать свои стихи с 1947 года. Печатался под псевдонимом Хохлов Сергей.
Автор более двадцати стихотворных сборников, шестидесяти песен, написанных в соавторстве с Г. Плотниченко, Г. Пономаренко, В. Захарченко и многими другими композиторами Кубани и России. Хохлов написал гимн Кубани — «Кубанские синие ночи» (композитор Г. Плотниченко), официальный гимн города Краснодара «Славься, славься, город величавый». Стихи Xохлова переведены на адыгейский и болгарский языки.
Печатался в журналах: «Октябрь», «Молодая гвардия», «Наш современник», «Огонек», «Сельская молодежь», «Семья и школа», «Литературная Россия», в альманахе «Кубань».

### Песни
- «Маки на Малой земле»
- «Здравствуй, наша Кубань»
- «Стал казак на камень»
- «Когда баян не говорит»
- «Славяне»

## Награды и премии
- медаль «Герой труда Кубани»
- медаль «За доблестный труд в Великой Отечественной войне»
- Почётная грамота Президиума Верховного Совета РСФСР (1987)
- Премия СП России (1992) — за книгу стихотворений «Предчувствие».
- Премия К. В. Россинского Краснодарской краевой администрации (1994) — за книгу «Неизбывный свет».
- Заслуженный работник культуры России
- Почётный гражданин города Краснодара.